# Taiji Ishimori
Taiji Ishimori (石森太二 Ishimori Taiji?) (10 de febrero de 1983) es un luchador profesional japonés, famoso por su trabajo en Toryumon y Pro Wrestling NOAH, trabaja actualmente en New Japan Pro-Wrestling donde hace parte del Bullet Club. 
Ishimori ha sido tres veces Campeón Peso Pesado Junior de la IWGP, tres veces Campeón en Parejas Peso Pesado Junior de la IWGP, una vez Campeón en Parejas 6-man NEVER de Peso Abierto, tres veces Campeón Peso Pesado Junior de la GHC, una vez Campeón de la División X de Impact, seis veces Campeón Peso Pesado Junior en Parejas de la GHC y una vez Campeón Mundial en Parejas de la AAA.

## Carrera

### Toryumon (2002-2004)
Entrenado en el Último Dragón Gym, Ishimori debutó en Toryumon Mexico el 12 de mayo de 2002, siendo derrotado por Fumiyuki Hashimoto. Al poco tiempo, consiguió un gran impulso y ganó la Young Dragons Cup 2002 tras derrotar a Jun Ogawauchi, Henry III Sugawara y Condotti Shuji. Taiji adoptó entonces el gimmick de un idol del pop y se unió a Kei Sato & Shu Sato para formar el stable Sailor Boys, una boy band en la que sus miembros vestían de marineros. Para dar énfasis a su gimmick, Sailor Boys lanzó un sencillo interpretado por ellos, "Keep on Journey", el cual cantaban después de los combates.
Tras ganar el vacante UWA World Welterweight Championship ante Super Crazy, Taiji y su equipo fueron transferidos a Toryumon X, donde no tardaron en competir con los otros dos grandes grupos de la promoción, Los Salseros Japóneses (Takeshi Minamino, Pineapple Hanai & Mango Fukuda) y Mini Crazy MAX (Mini CIMA, SUWAcito & Small Dandy Fuji). Los directivos intentaron convertir a Ishimori en un as como los principales de Toryumon Japan -CIMA, Magnum TOKYO y Masaaki Mochizuki- y presentarlo así como el mayor luchador de Toryumon X, pero Ishimori no logró atraer el apoyo del público y nunca alcanzó tal nivel. Después de perder su título ante Takeshi Minamino y de que su grupo no lograse ganar el UWA World Trios Championship, Ishimori dejó la promoción.

### HUSTLE (2004-2005)
Al igual que el resto de luchadores de Toryumon X, Ishimori realizó algunas apariciones en HUSTLE bajo diversos personajes enmascarados, casi siempre como oponente de HUSTLE Kamen Rangers.

### New Japan Pro-Wrestling (2004-2005)
Al poco de salir de Toryumon, Ishimori hizo equipo con su maestro Último Dragón para enfrentarse a Jado & Gedo por el IGWP Junior Heavyweight Tag Team Championship en New Japan Pro-Wrestling, pero fueron derrotados. Tras ello, Ishimori comenzó a competir para NJPW, revelándose face y aliándose con varios luchadores enfrentados al grupo heel CTU, dirigido por Jushin Liger. Durante el U-30 One Night Tag Tournament, Ishimori hizo equipo con Hiroshi Tanahashi, derrotando a Ryusuke Taguchi & Shinsuke Nakamura en el combate final para ganar el torneo. Ishimori compitió para la empresa durante el resto del año e inicios de 2005, cuando fue liberado de su contrato.

### Dragondoor (2005-2006)
A mediados de 2005, Ishimori fue contratado por Dragondoor, una empresa creada con el beneplácito de Toryumon por luchadores descontentos con Dragon Gate. Al igual que en Toryumon X, Taiji fue elegido como el principal face de la promoción, que lideraría un grupo formado por Kota Ibushi, Little Dragon, Milanito Collection a.t. y Venezia para oponerse al grupo heel Aagan Iisou (Shuji Kondo, YASSHI, Takuya Sugawara, Toru Owashi & Shogo Takagi). Sin embargo, de nuevo como en Toryumon, Ishimori no era capaz de conectar con los fanes, y por el contrario fue Aagan Iisou quien consiguió todo el apoyo del público.
Tras participar con Ibushi en la Aquamarine Cup Tag Tournament sin éxito, Ishimori volvió su atención a KAGETORA y su grupo STONED (Kei Sato, Shu Sato & Manjimaru), quienes habían atacado a Ishimori y Dragon en un combate. Sin embargo, debido a la interrupción del patrocinio de la empresa, Dragondoor cerró poco después y todos fueron liberados de sus contratos.

### All Japan Pro Wrestling (2005-2006)
En julio de 2005, Ishimori comenzó a aparecer en All Japan Pro Wrestling, compitiendo sobre todo contra el stable heel Voodoo Murders. A inicios de 2006, Ishimori & Katsuhiko Nakajima compitieron en la AJPW 2006 Junior Tag League, pero no consiguieron llegar a la final. Poco después, Taiji abandonó AJPW.

### Pro Wrestling El Dorado (2006)
En abril de 2006, Ishimori pasó a formar parte de Pro Wrestling El Dorado, la nueva encarnación de Dragondoor. Ishimori, al mando del mismo grupo -en el que Dragon pasaba a llamarse El Blazer y Venezia era sustituido por Jumping Kid Okimoto- combatió contra Aagan Iisou y STONED durante los primeros eventos de la empresa, pero poco después, durante el establecimiento de los roles de face y heel en El Dorado, Ishimori renunció públicamente a su estatus de as y dejó de aparecer en la empresa para dedicarse a sus programas en Pro Wrestling NOAH. A pesar de haber perdido a su líder, el grupo de Ishimori siguió adelante sin él hasta la siguiente temporada de la promoción.

### Pro Wrestling NOAH (2006-2018)
A inicios de 2006, Ishimori fue contratado por Pro Wrestling NOAH, donde debutó luchando contra KENTA en un combate por el GHC Junior Heavyweight Championship en el que Taiji perdió. Poco después, Ishimori se alió con él para entrar en un feudo con SUWA.

### Regreso a NJPW (2018-presente)
El 13 de abril de 2018, NJPW comenzó a promover el regreso de Bone Soldier, un luchador visto por última vez en la promoción en enero de 2017. El 4 de mayo en Wrestling Dontaku, Ishimori regresó a NJPW como Heel uniéndose a la facción de Bullet Club, atacando al Will Ospreay.

## En lucha
- Movimientos finales
  - Revolución[6] (Pumphandle sitout front powerslam) - 2011-presente
  - Hermosillo[1][2] (Double chickenwing sitout belly to back piledriver) - 2006-presente
  - Telaraña[1][2] (Hammerlock cradle DDT) - 2006-presente
  - Superstar Elbow[1][2] (Handspring backflip elbow drop) - 2002-2006, aún usado esporádicamente
  - 450º splash[2]

- Movimientos de firma
  - Sakauchi[2] (Crucifix driver)[2]
  - Mexican Roll[1][2] (Snap scoop slam transicionado en somersault reverse prawn pin)
  - Superstar 619[1] (Tiger feint hurricanrana)
  - Belly to belly wheelbarrow double knee gutbuster
  - Bridging cobra clutch suplex[2]
  - Bridging evasion
  - Corner slingshot double foot stomp
  - Death Valley driver
  - Diving double knee drop a los hombros de un oponente de pie
  - Diving small package[2]
  - Elevated surfboard
  - Handspring back elbow smash[7]
  - High-angle senton bomb[2]
  - Hurricanrana,[7] a veces invertida
  - Kimura armlock
  - Kip-up
  - Legsweep somersault neckbreaker[2]
  - Modified figure four leglock
  - Múltiples push up facebusters
  - Over the top rope suicide somersault senton[7]
  - Reverse tiger feint
  - Rolling hurricanrana[8]
  - Running double knee strike a un oponente arrinconado
  - Slingshot somersault hurricanrana
  - Springboard double foot stomp, a veces a un oponente colgado de las cuerdas
  - Springboard hurricanrana
  - Stepover armbar
  - Tilt-a-whirl revolution headscissors derivado en takedown o modified elevated surfboard
  - Varios tipos de kick:
    - Backflip[7]
    - Corner backflip drop
    - Drop, a veces desde una posición elevada[2]
    - Handspring enzuigiri[2]
    - Springboard somersault drop[7]
    - Tiger feint[7]

  - Varios tipos de moonsault:
    - Superstar Quebrada[1] (Second rope springboard, a veces hacia fuera del ring)[2]
    - Diving,[2] a veces hacia fuera del ring
    - Diving derivado en falling slam[2]
    - Split-legged[7]
    - Springboard derivado en inverted DDT
    - Standing[2]
    - Standing derivado en double foot stomp

- Mánagers
  - Venezia
  - Tama Tonga
  - Tanga Loa

- Apodos
  - Bone Soldier

## Campeonatos y logros
- Asistencia Asesoría y Administración
  - AAA World Tag Team Championship (1 vez) - con Takeshi Morishima[9]

- Impact Wrestling
  - Impact X Division Championship (1 vez)

- New Japan Pro-Wrestling
  - IWGP Junior Heavyweight Championship (3 veces)
  - IWGP Junior Heavyweight Tag Team Championship (3 veces) – con El Phantasmo
  - NEVER Openweight 6-Man Tag Team Championship (1 vez) - con Tama Tonga & Tanga Loa (1)
  - U-30 One Night Tag Tournament (2004) - con Hiroshi Tanahashi[10]

- Pro Wrestling NOAH
  - GHC Junior Heavyweight Championship (3 veces)
  - GHC Junior Heavyweight Tag Team Championship (6 veces) - con KENTA (1), Ricky Marvin (1), Atsushi Kotoge (2) y Hi69 (2)
  - NTV Cup Junior Heavyweight Tag League (2007) - con KENTA
  - NTV Cup Junior Heavyweight Tag League (2008) - con KENTA
  - NTV Cup Junior Heavyweight Tag League (2012) - con Atsushi Kotoge

- Toryumon
  - UWA World Welterweight Championship (1 vez)
  - Yamaha Cup Tag Tournament (2003) - con Shu Sato

- Pro Wrestling Illustrated
  - Situado en el N°188 en los PWI 500 de 2006[11]
  - Situado en el Nº202 en los PWI 500 de 2011